# Eormenredo de Kent
Eormenredo foi um membro da família real do reino de Kent, que é descrito como rei em alguns textos. Não há evidências contemporâneas para a existência de Eormenredo, mas ele é mencionado em hagiografias de tempo posterior e sua existência é considerada como provável por alguns estudiosos.
Na lenda real de Kent, Eormenredo é descrito como filho de Eadbaldo, rei de Kent entre 616 e 640, e sua segunda esposa Emma, que pode ter sido uma princesa franca. "Eormenredo" é um nome de origem franca, assim como o de seu irmão, Earcomberto. Antes da morte de seu pai, Eormenredo se casou com Oslava e teve pelo menos quatro filhos, possivelmente cinco: Etelberto Etelredo, e duas filhas, Eafa e Eormengida. Eormenburga pode ter sido outra filha ou um sinônimo para Eafa.
Após a morte de seu pai, Earcomberto ascendeu ao trono. A descrição de Eormenredo como rei pode indicar que ele governou ao lado de seu irmão ou, alternativamente, que ele teve uma posição inferior e manteve o título de "rei". Ele morreu antes de seu irmão e teria deixado seus dois filhos sob os cuidados de Earcomberto. Entretanto, após a morte de Earcomberto, seu filho e sucessor, Egberto arranjou a morte de seus primos, potenciais pretendentes ao trono, que mais tarde foram considerados santos. Eafa não foi morta e, mais tarde, lhe foi concedida uma posse de terra em Thanet por Egberto para construir um mosteiro, como penitência pelo assassinato de seus irmãos. Esta terra teria pertencido a Eormenredo.